# 契皮瓦縣 (威斯康辛州)
契皮瓦縣（英語：Chippewa County）是位於美国威斯康辛州西北部的一個縣，面積2,697平方公里。根據2020年美國人口普查，共有人口66,297人。縣治奇珀瓦瀑布（Chippewa Falls）。該縣成立於1845年，縣名是奥吉布瓦人的別稱。